# Antoanett
Az Antoanett női név az Antoniett alakváltozata.

## Rokon nevek
Antónia, Antoniett, Antonietta, Antonella, Ténia

## Gyakorisága
Az újszülötteknek adott nevek körében az 1990-es évekbeni előfordulásáról nincs adat. A 2000-es és a 2010-es években sem szerepelt a 100 leggyakrabban adott női név között.
A teljes népességre vonatkozóan az Antoanett sem a 2000-es, sem a 2010-es években nem szerepelt a 100 leggyakrabban viselt női név között.

## Névnapok
február 28.